# Cristòfol Soler
Cristòfol Soler i Cladera (Inca, 26 de dezembro de 1956) é um político espanhol, presidente do Parlamento das Ilhas Baleares de 1991 a 1995.
Assumiu a presidência do Governo das Ilhas Baleares entre 1995 e 1996, após a renúncia de Gabriel Cañellas por conta de envolvimentos em casos de corrupção como o Túnel de Sóller. Ao chegar à presidência, deu início a uma série de políticas regionalistas e linguística em favor do catalão, que desagradaram ao executivo de seu partido. Isso motivou que, por pressão do então presidente nacional do partido, José María Aznar, ele tivera que deixar o posto. O Parlamento procedeu a uma moção de censura, no qual o seu grupo parlamentar votou a favor. Ele renunciou em junho de 1996 e foi substituído por Jaume Matas.
Em 2014, pediu sua desfiliação do Partido Popular. Em abril de 2015, foi nomeado presidente da Assemblea Sobiranista de Mallorca (ASM), uma organização sem fins lucrativos criada em Maiorca em outubro de 2014 com o objetivo de estabelecer o soberanismo na ilha.